# Magawa
Magawa (tháng 11 năm 2013 – tháng 1 năm 2022) là một chú chuột túi khổng lồ châu Phi (Cricetomys gambianus) chuyên đánh hơi bom mìn ở Campuchia cho tổ chức phi chính phủ APOPO. Magawa được xem là chú chuột đánh hơi mìn thành công nhất lịch sử của tổ chức và đã được trao Huy chương vàng PDSA vào năm 2020.

## Cuộc sống ban đầu

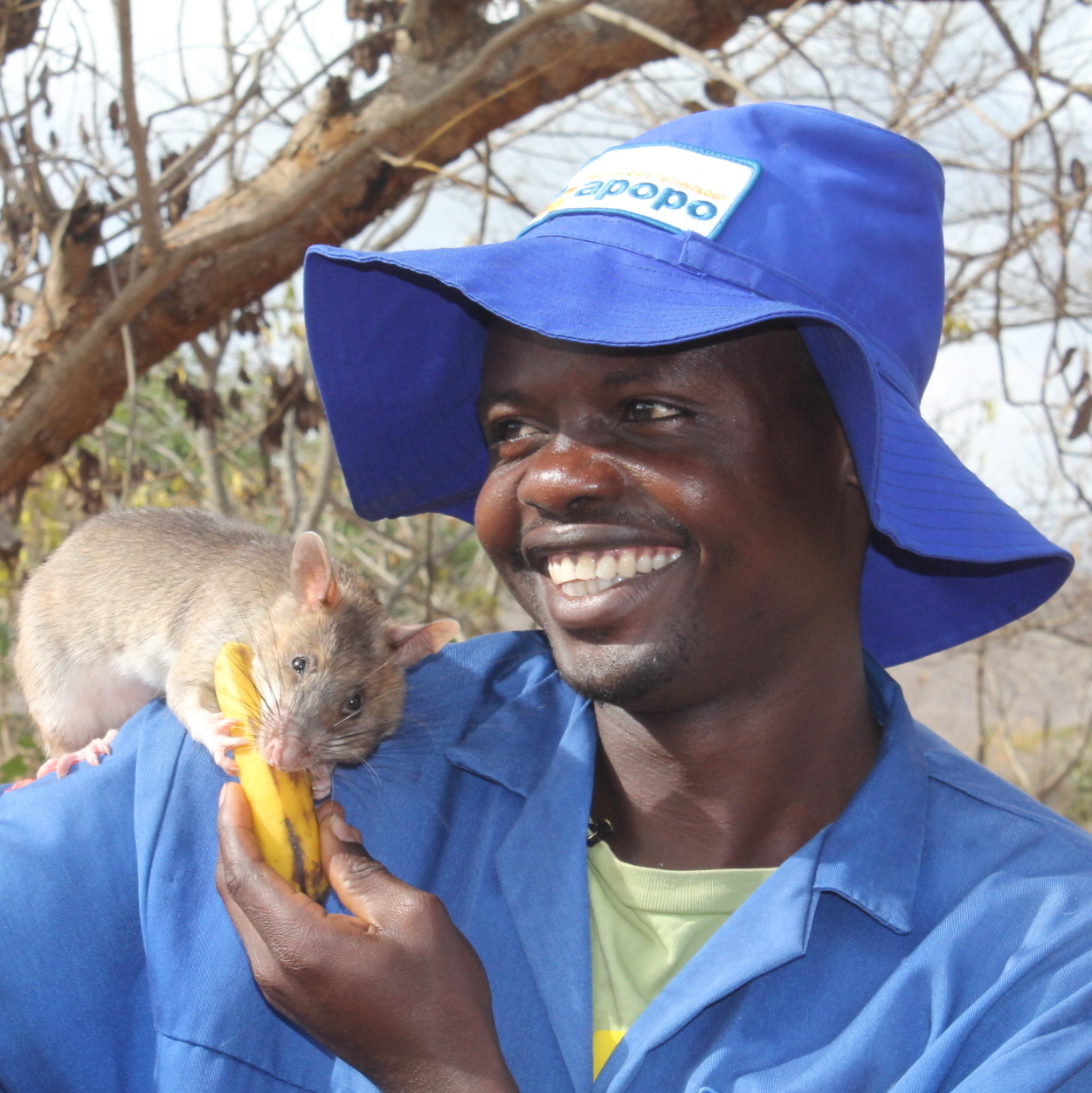
Một con chuột đang được huấn luyện bởi APOPO

Magawa sinh vào tháng 11 năm 2013 tại trụ sở APOPO trong Đại học Nông nghiệp Sokoine, Morogoro, Tanzania. Sau quá trình huấn luyện, nó được đưa đến Siem Reap, Campuchia vào năm 2016 để bắt đầu công việc rà phá bom mìn.

## Sự nghiệp

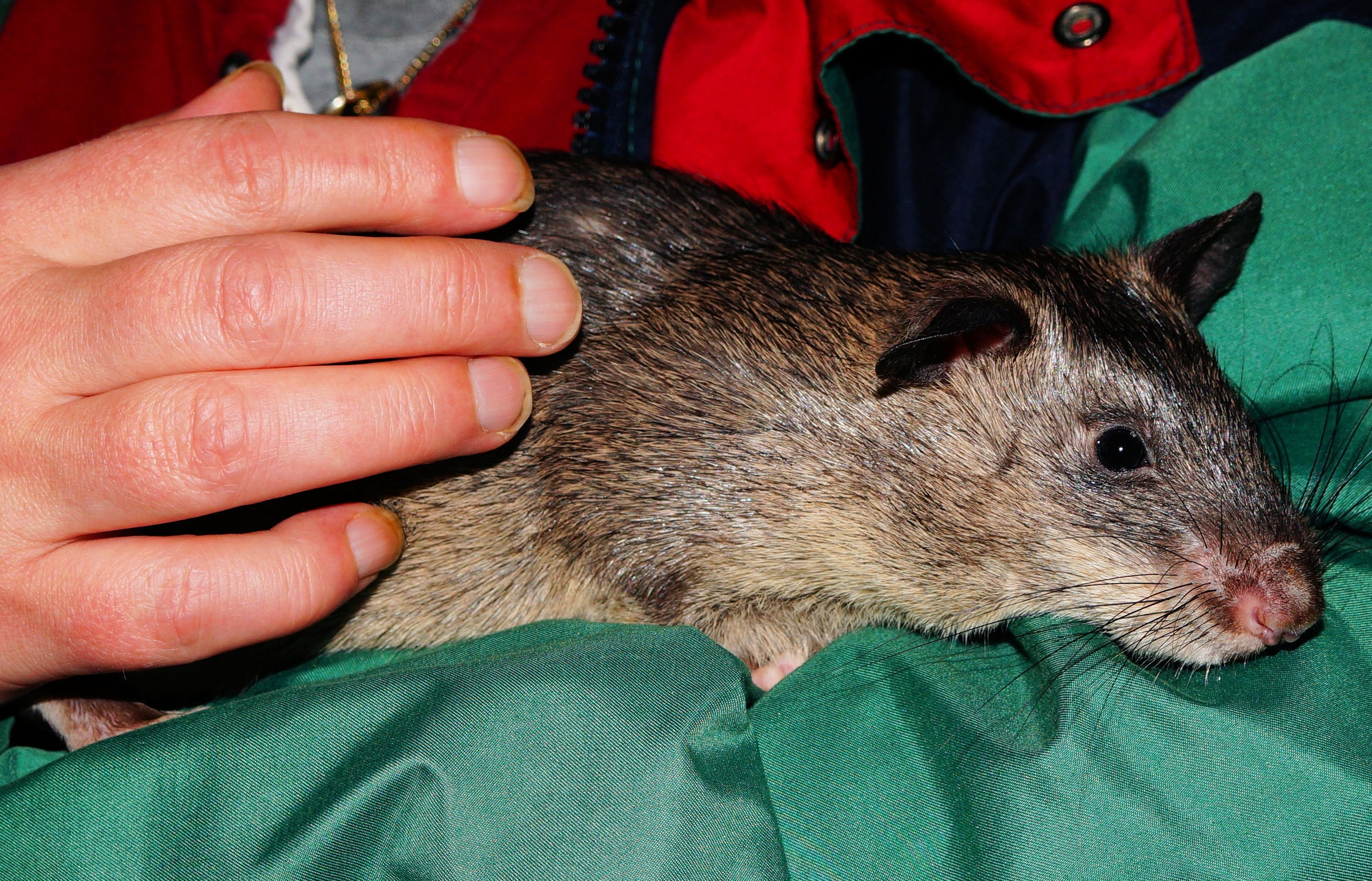
Cricetomys gambianus là một loài chuột túi khổng lồ.

Từ năm 2016 đến năm 2021, Magawa đã khai phá hơn 22,5 ha đất ở Campuchia. Trong thời gian đó, nó tìm thấy 71 quả mìn và 38 vật liệu chưa nổ khác. Magawa đã được đào tạo để đánh hơi TNT trong chất nổ, giúp nó bỏ qua các đống sắt vụn mà có thể gây nhầm lẫn đối với máy dò kim loại. Chú chuột này có thể tìm kiếm mìn nhanh hơn nhiều so với con người do khứu giác đặc biệt và trọng lượng nhẹ, qua đó tránh việc kích nổ mìn. Đây cũng là chú chuột đầu tiên được trao Huy chương vàng PDSA vào ngày 25 tháng 9 năm 2020 nhờ các hoạt động của mình. Nó được người quản lý chương trình ở Campuchia mô tả là "chú chuột rất đặc biệt" khi nghỉ hưu.

## Nghỉ hưu và cái chết
Magawa đã nghỉ hưu từ tháng 6 năm 2021 do tuổi già của mình, giống như các cá thể chuột khác tại APOPO. Nó đã dành một số tuần để hỗ trợ cho 20 chú chuột mới được tuyển dụng trước khi trở lại với cuộc sống "ăn vặt với chuối và đậu phộng". Magawa qua đời vào đầu tháng 1 năm 2022, khi đó nó được xem như chú chuột thành công nhất của tổ chức.